# Zamárdi
Zamárdi (1932 és 1943 között: Balatonzamárdi) város a Balaton déli partján, Somogy vármegyében, a Siófoki járásban, Siófok és Balatonföldvár között. Remek strandjai, továbbá népszerű nyári fesztiváljai miatt (pl: Balaton Sound, Strand Fesztivál) kisváros létére is az egész ország ismeri, de európai szinten is nagyon népszerű úticélpont. Városi rangját 2008-ban szerezte meg, a Dél-Dunántúli régió egyik legdinamikusabban fejlődő települése. 3 km hosszú füves Nagystrandjának központi panorámája a Tihanyi-félsziget. A település továbbá része a Balatonboglári borvidéknek is.

## Fekvése
Északon a Balaton határolja, keleten Siófok, délen Balatonendréd, nyugaton Szántód a szomszéd település. A lakott terület legmagasabb pontja a 176 méter magas Kőhegy.
Megközelíthető a 7-es főúton, az M7-es autópályán; délről, Tab felől a 6501-es úton, illetve vasúton a Budapest–Murakeresztúr-vasútvonalon. Itt indul a tihanyi révhez vezető forgalmat kiszolgáló 7102-es út, amely a 7-esből ágazik ki, kicsivel annak 114. kilométere után, és bő 5 kilométer után, már Szántódon torkollik vissza ugyanoda, a 118. kilométerszelvény közelében.
A település a Balatonboglári borvidék részét képezi.

## Nevének eredete
A Zamárdi név eredetére több magyarázat is létezik:[forrás?]
- Az egyik elmélet szerint a falut a tatárjárás előtt Kisszentmartin-nak nevezték, amely később Zamárdi-ra változott. Erre azonban nincs bizonyíték.
- A falu régebbi része a dombon található, ezért a lakók szamárháton hoztak vizet. Ezért (egy másik elképzelés szerint) a falut a szamár és a -d utótag után Szamárdnak hívták.
- A legelfogadottabb elmélet szerint a név Zamar vagy Somar személynévből származik. Ő lehetett a falu első tulajdonosa.

## Története
A város területe évezredek óta lakott, a régészeti feltárások során számtalan őskori, bronzkori, kelta, germán és római lelet került elő. A legkiemelkedőbb régészeti emléke az avar kori temető, amely a Kárpát-medence legnagyobb és egyedülállóan gazdag leletanyaggal rendelkező avar kori lelőhelye.
A város neve először 1082-ben tűnik fel Scamard alakban egy határjárási iratban, majd 1171-ben Zamardként egy hiteles oklevélben. Nevét a 13. századtól Somárd, Somárdi, majd a 18. századtól Szamárdi alakban írták. Zamárdiként először egy községbírói számadásban szerepelt 1828-ban.
Az avar kor utáni következő meghatározó időszak a honfoglalás utáni korra esik. A település első okleveles említését 1082-ből ismerjük, ezt követte a teljesen hitelesnek elfogadott, III. István magyar király 1171-es oklevelében való említés. Az ősi falu a fontos útvonal mellé települt Egyházas-Zamárd lehetett.
A 16. században a török pusztítása megpecsételte az egykori falvak sorsát. 1594-ben a török lerombolta Egyházas-Zamárd templomát, házait. A templom helyén ma egy négyméteres tölgyfakereszt áll. A környék hosszú időre elnéptelenedett. A település újjáélesztése az 1730-as évektől kezdve Grassó Vilebald tihanyi apát és utóda, Lécs Ágoston nevéhez fűződik: a környező és távolabbi vármegyékből 42 jobbágycsalád költözött ide. 1774-ben megépült Zamárdi temploma is.
1861-ben megépült a déli vasútvonal, amely jelentős mértékben hozzájárult a térség fejlődéséhez.
A lakosság fő megélhetési forrása az ezt követő évszázadokban a föld- és szőlőművelés, az állattenyésztés és a halászat volt. A mezőgazdaság egészen az 1960-as évekig meghatározó maradt, amikor is megkezdődött a Balaton idegenforgalmi hasznosításának új korszaka.
1939-ben, Lengyelország lerohanása után itt létesült az első gimnázium és líceum a Magyarországra menekült lengyelek számára. 1980-ban emléktáblát avattak az egykori iskolaépület falán, amelyben akkor a Fővárosi Gyermekotthon és Általános Iskola működött.
A település 1927-ig kisközség, ekkor alakult nagyközséggé, vagyis ettől kezdve tartott önálló jegyzőt. 1950-től önálló tanácsú község volt, 1970–1990 között Balatonendréddel közös tanácsot alkotott, melyet 1989-ben nagyközségi tanáccsá nyilvánítottak. 1990-től önálló önkormányzata van, nagyközségi címét megtartva 2008. július 1-jén kapott városi címet.
1997-ig Zamárdi része volt Szántód is, amely azonban 1995-ben népszavazáson az önállóság mellett döntött.

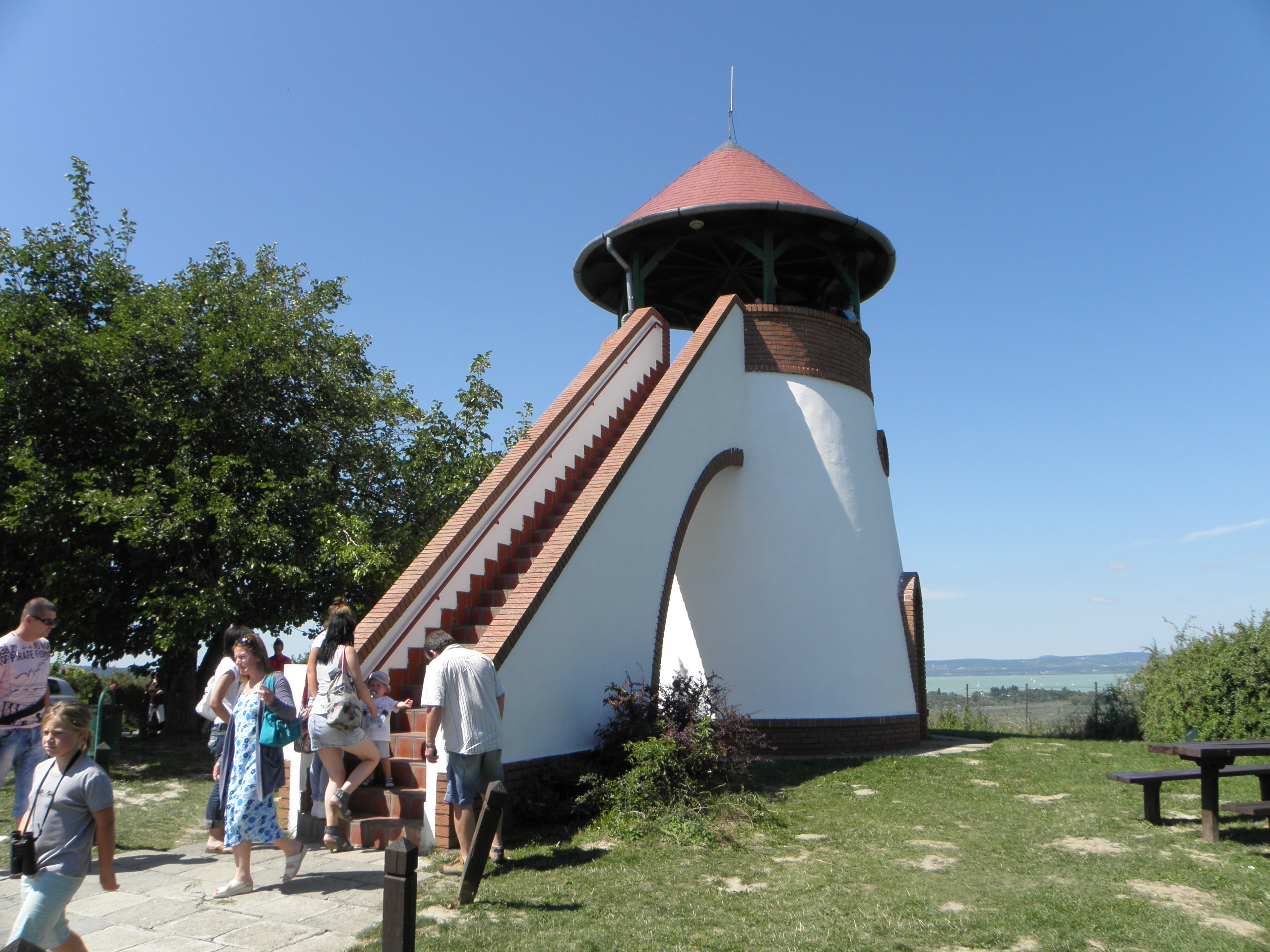
Kőhegyi kilátó

A fürdőélet az 1910-es években kezdődött el. 1913-ban megalakult a Balatonzamárdi Fürdőegyesület, a fürdőtelep látványos fejlődése pedig az 1930-as években indult meg. Napjainkban Zamárdi a balatoni idegenforgalom egyik fellegvárának számít. A regisztrált vendégéjszakák száma meghaladja a 300 000-et.

## Közélete

### Polgármesterei
- 1990–1994: Kiss Zoltán (független)[8]
- 1994–1998: Kiss Zoltán (független)[9]
- 1998–2000: Major Gyula (független)[10]
- 2000–2002: Kiss Jenőné (független)[11][12]
- 2002–2006: Kiss Jenőné (független)[13]
- 2006–2010: Csákovics Gyula (független)[14]
- 2010–2014: Csákovics Gyula (független)[15]
- 2014–2019: Csákovics Gyula (független)[16]
- 2019–2024: Csákovics Gyula (független)[17]
- 2024– : Csákovics Gyula (független)[1]

A településen 2000. február 13-án időközi polgármester-választás zajlott, az előző településvezető lemondása miatt.

## Népesség
A település népességének változása:
| Lakosok száma | 2451 | 2438 | 2424 | 2797 | 2452 | 2752 | 2741 |
|               | 2013 | 2014 | 2015 | 2021 | 2022 | 2023 | 2024 |

A 2011-es népszámlálás során a lakosok 87,7%-a magyarnak, 3,6% németnek, 0,3% cigánynak, 0,2% románnak mondta magát (12,1% nem nyilatkozott; a kettős identitások miatt a végösszeg nagyobb lehet 100%-nál). A vallási megoszlás a következő volt: római katolikus 53,8%, református 9,1%, evangélikus 1,3%, görögkatolikus 0,3%, felekezet nélküli 11,1% (23,1% nem nyilatkozott).
2022-ben a lakosság 86,6%-a vallotta magát magyarnak, 2,4% németnek, 0,3% cigánynak, 0,2% ukránnak, 0,2% szlováknak, 0,1-0,1% szerbnek, örménynek és románnak, 2,6% egyéb, nem hazai nemzetiségűnek (13,1% nem nyilatkozott; a kettős identitások miatt a végösszeg nagyobb lehet 100%-nál). Vallásuk szerint 38,1% volt római katolikus, 8,1% református, 1,2% evangélikus, 0,7% görög katolikus, 0,9% egyéb keresztény, 0,8% egyéb katolikus, 10,8% felekezeten kívüli (39,2% nem válaszolt).

## Éghajlata
A település a mérsékelt éghajlati övben fekszik. Az éghajlati határok közül a szárazföldi, az óceáni és a mediterrán éri. Az évi középhőmérséklet 10,3 C, a napsütéses órák száma évente 1900-2000 óra. A legmelegebb hónap a július, középhőmérséklete 21 C. A leghidegebb a január, középhőmérséklete –1,1 C.
Zamárdi környékén az északnyugati szelek uralkodnak, viharos szeleket északról kap a település, kevés esővel. Nyugati, délnyugati irányból érkeznek a front előtti szélviharok esővel. A főként a nyári hónapokra jellemző helyi zivatarok általában hirtelen törnek ki, erős szél kíséretében, de gyorsan távoznak. Az évi csapadék mennyisége eléri a 700 mm-t.

## Növényzete[22]
Őshonos növénytakaró csupán kevés helyen található. A part mentén nádasokat, délebbre sást, gyepfoltokat találunk. A feltöltött, nem beépített területen fűz és sás nő. A magasabb területek mezőgazdasági művelés alatt állnak.
A nehezen művelhető dombokat lomblevelű erdők borítják: tölgy, gyertyán, kőris, akác, hárs, juhar és szilfa. Kisebb területen telepített fenyves található. A cserjeszintben gyakori a mogyoró, a húsos som, a galagonya, a kökény és a vadrózsa. A gyepszintben fajokban gazdag növényzetet találunk.

## Állatvilága[22]
A gerincesek közül a Balatonban 42 őshonos halfaj él, például keszeg, fogas, ponty, balin, csuka, harcsa és kecsege. A telepített halak közül például az angolna, a busa és az amur.
- Kétéltűek: például különféle békák, gőte
- Hüllők: például vízisikló, mocsári teknős
- Madarak: például sirály, vadkacsa, bütykös hattyú, nyári lúd

Az erdők és mezők gerincesei:
- Hüllők: például erdei sikló, lábatlan gyík, zöld gyík, mocsári teknős
- Madarak: például cinke, feketerigó, pinty, fecskék, fürj, harkály, mezei búbospacsirta, fácán, varjú, réti héja és bagoly
- Emlősök: például mezei nyúl, róka, őz, szarvas, vaddisznó

## Nevezetességei

### Szamárkő
A város egyik legfőbb nevezetessége a Szamárkő. A Szamárkő a város nyugati végén, a Kiserdő szélén található. Az erősen lekopott, hullámos felszínű sziklán vályúszerű mélyedés, ennek végén pedig "tűzgödör" látható. A sziklához délről kör alakú, faragott kő támaszkodik. A közelben álló kisebb kövön pedig két nyom látható.
A kő helyben képződött a vulkáni utóműködés idején. A mélyből feltörő gőzök és gázok, a forró víz és az ebben lévő ásványi anyagok cementezték össze a homokot szilárd kőzetté. A szürke homokkőben megkövült csigák láthatók.
A képződményhez több legenda is kapcsolódik. Az egyik szerint erre járt a gyermek Jézus Szűz Máriával és Szent Józseffel szamárháton. A kő mellett elmenve, a szamár odakapott a szikla oldalán kinőtt fűcsomóhoz, ezért lett a kő neve Szamárkő. A kisebb kövön látható két nyom pedig Jézus lábnyoma és a szamár patájának nyoma. Más legendák pedig arról szólnak, hogy a követ a tihanyi tűzhányó vetette mostani helyére, vagy éppen a vízözön hagyta ott. Egy régebbi balatoni ismertető szerint pedig a Szentföldről hozták a keresztes lovagok.
A Szamárkő ősi áldozati helynek számít. Évezredekkel ezelőtt egy ismeretlen nép "termékenység-varázslatot" mutatott be a kő körül bizonyos szertartások között. A pogány isten-anya és a napisten tiszteletére terményeket, állatokat áldoztak fel, égettek el annak érdekében, hogy bő termésük és sok állatuk legyen. Később a kelták is használták a helyet, és a kő körül földvárat építettek. A honfoglalás óta a kő határjelként szerepelt.

### Kőhegyi kilátó

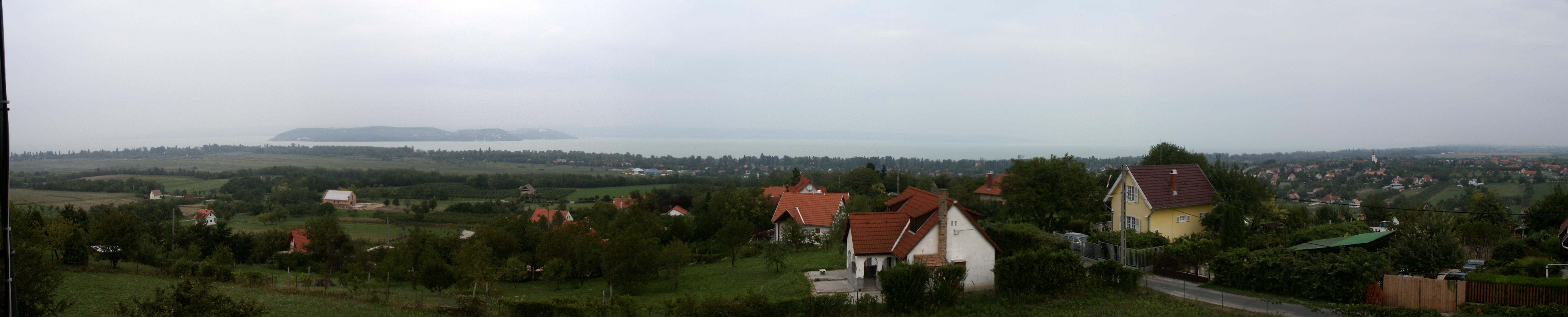
Panoráma a Kőhegyi kilátóról, háttérben a Balaton és a Tihanyi-félsziget

A településtől délnyugatra emelkedik a szép környezetű, kiváló szőlőtermő és csodás panorámát nyújtó magaslat, ahol egy kőkereszt mellett borospincék és hétvégi házak találhatók. A kirándulóúton megközelíthető Kőhegy tetején található kilátóból gyönyörű panoráma tárul elénk. A 2000-ben, a Millenium emlékére épült kilátó helyén egykoron a tihanyi apátság présháza állt egészen 1948-ig. A második világháború utáni események azonban ezt a régi épületet sem kímélték: anyagát széthordták, így megsemmisült.
A Kőhegyet már a kelták és a rómaiak is lakták. A kelta korból származó urnatemető leleteit a Magyar Nemzeti Múzeum őrzi. A rómaiak villákat építettek a hegy nyugati lábánál, amit a máig napvilágra kerülő épületmaradványok bizonyítanak.
A Kőhegyre a Zamárdi vasútállomásról induló sárga jelzésű túraútvonalat követve juthatunk fel.

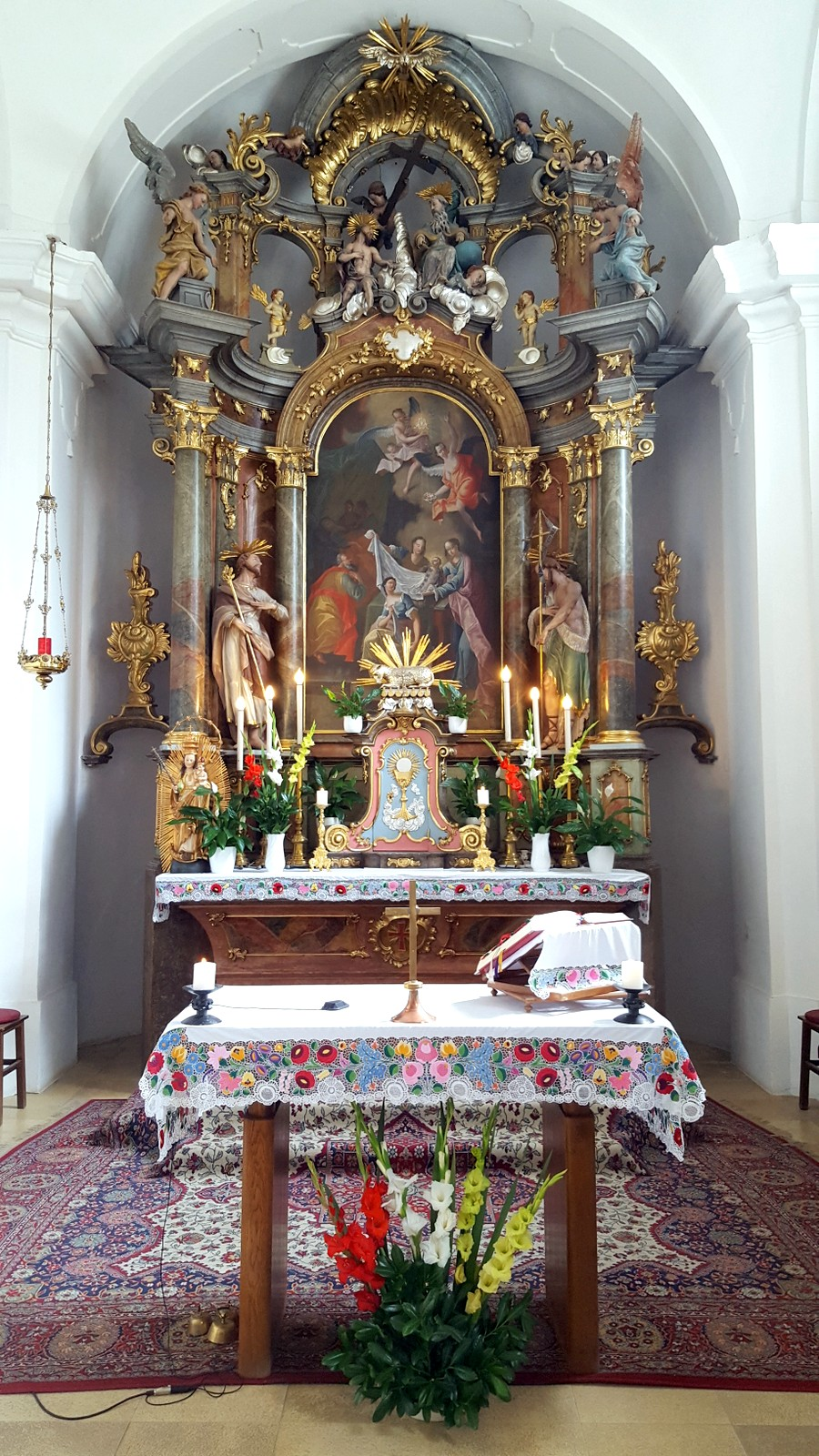
A Kisboldogasszony templom főoltára

### Kisboldogasszony római katolikus templom
A Fő utcában található római katolikus templom 1771 és 1774 között épült barokk stílusban. Az oltárkép, a szószék és a keresztelőkút műemléknek számít. A templom nyaranta hangversenyek helyszíne, búcsúja szeptember elején van (Kisboldogasszony). A templom előtt kőkereszt áll, amely 1862-ből származik. Mögötte Nepomuki Szent János szobra áll egy falazott fülkében, amely szintén műemlék.
2010 júniusában itt szentelték fel Magyarország és Közép-Európa egyetlen francia barokk hangzású orgonáját Kocsi György plébános fáradozása nyomán. Az orgonát a Pécsi Orgonaépítő Manufaktúra Kft. építette Bertrand Cattiaux világhírű francia orgonaépítő közreműködésével. Az orgona intonálását személyesen Cattiaux végezte.
A francia barokk zenei műveket korábban nem lehetett eljátszani kompromisszumok nélkül Magyarországon a német típusú orgonákon, mert ezeken nem szólaltak meg az eredeti hitelességgel. A templomban található hangszeren más a sípok viselkedése, elhelyezkedése és megszólaltatása. Keskenyebbek és rövidebbek a billentyűk. Felépítését tekintve a barokk stílusra, a 17. és 18. század első felének stílusára készült.
Ezt megelőzően évtizedekig nem volt orgona a Zamárdiban található templomban. A második világháború alatt az oroszok megfigyelőpontot alakítottak ki a templomtoronyban, az orgonaszekrényt elégették, a sípokat magukkal vitték, a hátrahagyott darabokat pedig a helyi iskolások vitték el.

### Üdülőhelyi kápolna
A Petőfi utcában, az üdülőterületen található kápolna felépítését az 1920-as években fellendülő balatoni turisztikai élet tette indokolttá. A kis templomot 1929. augusztus 15-én szentelték fel a Magyarok Nagyasszonya tiszteletére. Megépítése Dr. Purebl Győző egyetemi tanár és tanácsnok nevéhez fűződik, az épületet Margó Ede szobrai díszítik. A kápolna egész éven át várja a híveket.

### Hősök Kápolnája
A Temető közben, a Kálvária-dombon található ez a neobizánci stílusban épült kápolna. Laki Benő plébános kezdeményezésére Gecse Viktor tervezte a környék hősi halottai emlékére.
A plébános már nem érhette meg a kis kerek kápolna felszentelését 1934-ben, sírja azonban itt található. Az emléktáblákon 41 név található, akik az első világháború és 38 név, akik a második világháborúban haltak hősi halált.

### Tájház
A Fő utcában található tájház berendezése egy 19-20. századi jómódú parasztcsalád életkörülményeit mutatja be. A kiállított használati tárgyak zöme a helyi helytörténeti gyűjteményből származik. A ház mögött egy zsúpfedeles pajta található.
A tájház a Balaton-vidék jellegzetes népi építészeti jegyeit tükrözi, és a mestergerendába bevésett évszám tanúsága szerint 1847-ben épült. Oszlopos tornáccal és nádtetővel rendelkezik. Az épületet a Zamárdi Községi Tanács 1974-ben vásárolta meg, majd az Országos Műemlékvédelmi Felügyelőség állította helyre eredeti formájában 1975 nyarán. 1977-ben nyitották meg a látogatók előtt. A tájház a nyitvatartási időn kívül bejelentkezéssel is látogatható.

### A Magyar fájdalomszobor
A Magyar fájdalom című szobor a vasútállomás közvetlen szomszédságában, a Szabadság téren található és Margó Ede (1872-1946) szobrászművész alkotása. Az 1930-as években ajándékozta Zamárdi városának, mert itt volt nyaralója.
A magyar fájdalom emlékművét a trianoni békeszerződés miatt érzett fájdalmának kifejezésére ajándékozta a városnak. A szobor egy izmos férfialakot ábrázol, aki csónakjában a viharos vízen hánykolódik és ezzel a magyarság magányos küzdelmét testesíti meg. Csak 1956-ban kerülhetett ismét köztéren kiállításra.

### További nevezetességek
- Emlékkereszt (Pusztai dűlő, Zamárdi határában, Egyházas-Zamárd egykori temploma helyén, az Egyesület Zamárdiért állíttatta az egykori szentegyház és a szomorú sorsú ősök emlékére 1993-ban)
- Vaskereszt (Tatárcsapás végén az erdőben, Zamárdi határának legmagasabb pontján, tégla alapzaton áll, kovácsoltvasból készült, egy kapolyi kovácsmester munkája)
- Rákóczi-emlékkő (a Kőhegy tetején, a Kilátó lábánál, közadakozásból állíttatta a város a szabadságharc 300 éves évfordulóján)
- Honfoglalási emlékmű (Fő utca – Széles csapás találkozásánál, a honfoglalás 1100. évfordulójára készült 1996-ban, Szervátiusz Tibor alkotása)
- 1848-1956-os emléktábla (a Templom téren, Fő utca)
- Emléktábla és kopjafa az 1848-as hősök tiszteletére (Szabadság tér, 1998-ban, a szabadságharc 150 éves évfordulójára állíttatta Zamárdi Nagyközség Önkormányzata, azon zamárdi nemzetőrök tiszteletére, akik az 1848-as események során Josip Jelačić horvát bán seregétől védték a települést)
- Világháborúk Múzeuma (magángyűjtemény, Zamárdi-felső, Siófoki utca 30/a., az első és második világháború relikviáit összegyűjtő kiállítás)
- Zamárdi Kalandpark (Zamárdi-felső, 2009-ben nyitotta meg kapuit közel 3,5 hektáros, ősfákkal borított területen, akadály- és csúszópályákkal)
- Forgó Zamárdiring Gokart-pálya (Siófoki út, a Kocsi Csárda mellett, 10 darab 270 cm3-es Honda motorral üzemelő, 550 méter hosszú, döntött kanyarú, nem síkterepű pálya)
- Kertmozi (Kossuth Lajos utca, 1961-ben épült, 2012-ben felújították)

## Balaton Sound fesztivál
2007 óta minden júliusban a településen tartják a Sziget Kulturális Szervezőiroda által rendezett Balaton Sound fesztivált, melyen főként az elektronikus zene képviselői lépnek fel. A 2012-es fesztivál 2013 elején elnyerte a rangos European Festivals Award kitüntetést a legjobb közepes méretű fesztivál kategóriában.

## Testvértelepülések
- Villány[33]
- Székelyvécke, Románia[34]
- Ustrzyki Dolne, Lengyelország[34]
- Malsch, Németország[34]
- Mošćenička Draga, Horvátország, 2019 óta[35]

## Híres zamárdiak
- Dr. Klatsmányi Tibor hídépítő mérnök, tanszékvezető tanár
- Prof. dr. Lichtenberger György (1944–2009) fül-orr-gége és fej-nyaksebész szakorvos, kutató
- Itt hunyt el 1959-ben Czobor Alfréd levéltáros, történész.
- Károlyfi Zsófia Prima díjas festőművész és író

## Díszpolgárok[36]
- Friesz Kázmér ny. iskolaigazgató
- Kocsis Zoltán zongoraművész
- Benkő László zenész, az Omega együttes tagja
- Dr. Magyar György (ügyvéd)
- Simándi István
- Kalmár Imréné
- Dobribán Géza ny. erdőmérnök
- Piller Dezső tanár
- Deák Dezső
- Tüskés Tibor író
- Márton Ferenc
- Zoltán Jenő tanár
- Prof. dr. Lichtenberger György orvos
- Dr. Regőczy Miklós orvos
- Dárdai Pál labdarúgó
- Margó György

## Zamárdi az irodalomban
- Zamárdi az egyik, érintőlegesen említett helyszíne Örkény István Irodalom és szerelem című egyperces novellájának.
- Szintén Zamárdi (illetve Zamárdi-felső) az egyik megénekelt helyszín a KFT együttes Balatoni nyár című dalának szövegében.